# 我心之形 (史汀歌曲)
我心之形（英語：Shape of My Heart）是一首由英國音樂人史汀演唱的歌曲。最初于1993年8月發行，是專輯《十個傳奇》的第五首單曲，由史汀與吉他手多米尼克·米勒共同創作。被作爲由尚·連奴、加里·奧德曼以及娜塔莉·波特曼主演的電影《這個殺手不太冷》的片尾曲，且在1993年電影《獵愛高手》中使用。
儘管此歌曲發行時未被列入英國排行榜前五十位，但依然被認爲是流行音樂及史汀的代表作之一，並與其職業生涯密切相關。目前在流媒体平臺Spotify上有超過1.9億次播放量。賴瑞·艾德勒曾使用口琴演奏了此歌曲的部分片段，亦曾作爲朱斯·沃尔德演唱的歌曲《清醒夢》的插曲。

## 創作背景
史汀解釋創作歌曲《我心之形》的創作過程時，曾提到自己想講述一個關於牌手的故事，一個賭徒，他賭博并非是爲了贏錢，而是爲了搞清楚一些事情：去弄清楚存在於運氣當中的某些神秘的邏輯或機會；某種科學的、近乎宗教的規律。

## 排行榜
| 榜單（1993）                     | 峰值 |
| -------------------------------- | ---- |
| 英國（官方榜单公司單曲榜）       | 57   |
| 榜單（2014）                     | 峰值 |
| 法国（法國唱片出版業公會單曲榜） | 177  |
| 榜單（2015）                     | 峰值 |
| 法国（法國唱片出版業公會單曲榜） | 151  |
| 榜單（2016）                     | 峰值 |
| 法国（法國唱片出版業公會單曲榜） | 96   |

## 認證
| 地區                                     | 认证 | 认证单位/销量 |
| ---------------------------------------- | ---- | ------------- |
| 意大利（意大利音乐产业联盟）             | 金   | 35,000‡       |
| 日本（日本唱片協會）                     | 金   | 100,000*      |
| *僅含認證的實際銷量 ‡僅含認證的+實際銷量 |      |               |